# Agrochola sphaerulatina
Agrochola sphaerulatina là một loài bướm đêm trong họ Noctuidae.